# Kostyczany
Kostyczany (ukr. Костичани) – wieś na Ukrainie, w obwodzie czerniowieckim, w rejonie czerniowieckim, w hromadzie Wanczykiwci. Miejscowość etnicznie mołdawska.
W 2001 liczyła 1357 mieszkańców, spośród których 39 wskazało jako ojczysty język ukraiński, 23 rosyjski, 1287 mołdawski, 7 rumuński, a 1 białoruski.